# هيرومي كوجيما (1989)
هيرومي كوجيما (باليابانية: 小島 弘已) (27 أكتوبر 1989 في كايزو في اليابان – )؛ هو لاعب كرة قدم ياباني سابق كان يلعب كمهاجم.

## وصلات خارجية
- هيرومي كوجيما (1989) على موقع رابطة كرة القدم اليابانية للمحترفين (اليابانية)